# Sonate K. 546
La sonate K. 546 (F.497/L.312) en sol mineur est une œuvre pour clavier du compositeur italien Domenico Scarlatti.

## Présentation
La sonate en sol mineur K. 546, notée Cantabile, introduit la sonate en style de toccata qui suit.

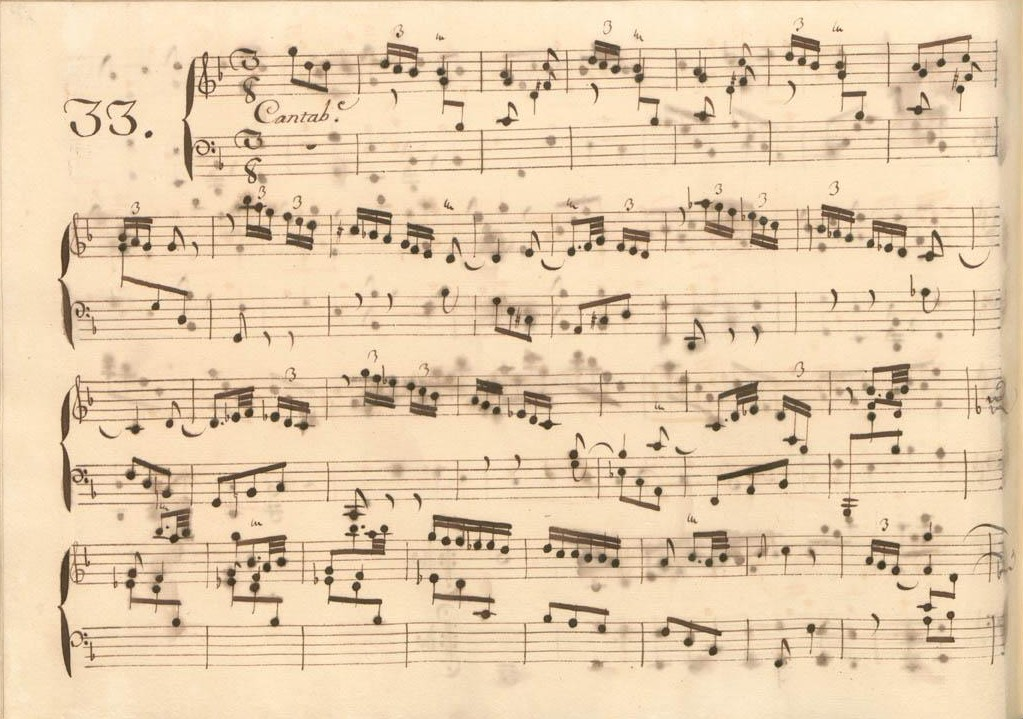
Début de la sonate, extraite du volume XV du manuscrit de Parme.

## Manuscrits
Le manuscrit principal est Parme XV 33 ; les autres sources sont Münster I 81 et Vienne D 31.

## Interprètes
La sonate K. 546, peu jouée, est défendue au piano notamment par Benjamin Frith (1999, Naxos, vol. 5) et Andrea Molteni (2021, Piano Classics) ; au clavecin par Huguette Dreyfus (1978, Denon), Scott Ross (1985, Erato), Trevor Pinnock (1987, Archiv), Richard Lester (2005, Nimbus, vol. 7), Pieter-Jan Belder (Brilliant Classics, vol. 12) et Pierre Hantaï (2020, Mirare).
Andreas Nebl l'interprète à l'accordéon (2021, Castigo Classic Recordings).

## Sources
: document utilisé comme source pour la rédaction de cet article.
- Ralph Kirkpatrick (trad. de l'anglais par Dennis Collins), Domenico Scarlatti, Paris, Lattès, coll. « Musique et Musiciens », 1982 (1re éd. 1953 (en)), 493 p. (ISBN 978-2-7096-0118-4, OCLC 954954205, BNF 34689181).
- Alain de Chambure, « Domenico Scarlatti : Intégrale des sonates — Scott Ross », Erato (2564-62092-2), 1985 (OCLC 891183737) .